# Ісаєв Анатолій Костянтинович
Анато́лій Костянти́нович Іса́єв (рос. Анато́лий Константи́нович Иса́ев, нар. 14 липня 1932, Москва, СРСР — пом. 10 липня 2016, Москва, Росія) — радянський футболіст та футбольний тренер. Відомий насамперед завдяки виступам у складі московського «Спартака» та збірної СРСР. Чемпіон Літніх Олімпійських ігор (1956). Заслужений майстер спорту СРСР (1957). Заслужений тренер РСФРР (1971).

## Життєпис
Народився в Замоскворіччі в родині слюсарів-збиральників автомобільного заводу імені Сталіна. Вихованець команди заводу «Червоний пролетарій».
Помер у Москві 10 липня 2016 року на 84-му році життя.

## Досягнення
Командні трофеї
- Олімпійський чемпіон: 1956
- Чемпіон СРСР (4): 1953, 1956, 1958, 1962
- Срібний призер чемпіонату СРСР (2): 1954, 1955
- Бронзовий призер чемпіонату СРСР (2): 1957, 1961
- Володар Кубка СРСР (1): 1958
- Фіналіст Кубка СРСР (1): 1957

Індивідуальні досягнення
- Заслужений майстер спорту СРСР (1957)
- Заслужений тренер РСФРР (1971)

Державні нагороди
- Орден «За заслуги перед Вітчизною» IV ступеня
- Орден Пошани (2003)
- Орден Дружби (1997)